# Dimares elegans
Dimares elegans är en insektsart som först beskrevs av Perty 1833.  Dimares elegans ingår i släktet Dimares och familjen myrlejonsländor. Inga underarter finns listade i Catalogue of Life.